# Ģirts Jakovļevs
Ģirts Jakovļevs (* 10. Juli 1940 in Riga) ist ein lettischer Schauspieler und Synchronsprecher.

## Leben
Ģirts Jakovļevs ist der Sohn von Aleksandr Jakovlevs (1912–1979) und Irma Jakovlevs (1904–1991). Er wuchs in der lettischen Hauptstadt Riga auf, wo er bis heute lebt.
Nach seinem Schulabschluss absolvierte er eine professionelle Schauspielausbildung. Seit 1959 ist er als Schauspieler vor der Kamera tätig. Er wirkte bislang in mehr als 50 Film-und-Fernsehproduktionen mit. Seit den 1960er-Jahren ist er auch ein gefragter Theaterschauspieler. Er stand in zahlreichen Theaterstücken auf der Bühne, so auch in Der Wald oder Die Flucht. Er war Mitglied der Kommunistischen Partei der Sowjetunion. 1983 wurde er zum Volkskünstler der UdSSR für die Litauische Sozialistische Sowjetrepublik erklärt.
Seit den 1990er-Jahren ist Jakovļevs zudem als Synchronsprecher aktiv. Er sprach dabei Figuren in lettischer Sprache in verschiedenen Animationsfilmen und Zeichentrickfilmen wie beispielsweise Minions, Imperator Zurg in Toy Story 2 oder Homer Simpson in Die Simpsons.
Ģirts Jakovļevs ist verheiratet. Aus der Ehe gingen ein Sohn und eine Tochter hervor.

## Filmografie (Auswahl)
- 1960: Tava laima
- 1967: Kapteiņa Enriko pulkstenis
- 1970: Uzbērums
- 1976: Nāve zem buras
- 1978: Aiz stikla durvīm
- 1981: Sindikāts 2
- 1989: Zītaru dzimta
- 2000: Tas notika Rīgā
- 2014: Džimlai rūdi rallallā
- 2019: Blakus